# Stacey Sher
Stacey Sher (New York, 30 novembre 1962) è una produttrice cinematografica e produttrice televisiva statunitense.

## Biografia
Da gennaio 2016 è presidente degli Activision Blizzard Studios.

## Filmografia

### Cinema
- Giovani, carini e disoccupati (Reality Bites), regia di Ben Stiller (1994)
- Pulp Fiction, regia di Quentin Tarantino (1994)
- Get Shorty, regia di Barry Sonnenfeld (1995)
- Matilda 6 mitica (Matilda), regia di Danny DeVito (1996)
- Due mariti per un matrimonio (Feeling Minnesota), regia di Steven Baigelman (1996)
- Gattaca - La porta dell'universo (Gattaca), regia di Andrew Niccol (1997)
- Out of Sight, regia di Steven Soderbergh (1998)
- Kiss (Living Out Loud), regia di Richard LaGravenese (1998)
- Man on the Moon, regia di Miloš Forman (1999)
- Chi ha ucciso la signora Dearly? (Drowning Mona), regia di Nick Gomez (2000)
- Erin Brockovich - Forte come la verità (Erin Brockovich), regia di Steven Soderbergh (2000)
- Crime Shades (The Caveman's Valentine), regia di Kasi Lemmons (2001)
- Diventeranno famosi (Camp), regia di Todd Graff (2003)
- ...e alla fine arriva Polly (Along Came Polly), regia di John Hamburg (2004)
- La mia vita a Garden State (Garden State), regia di Zach Braff (2004)
- Be Cool, regia di F. Gary Gray (2005)
- The Skeleton Key, regia di Iain Softley (2005)
- World Trade Center, regia di Oliver Stone (2006)
- Freedom Writers, regia di Richard LaGravenese (2007)
- Reno 911!: Miami, regia di Robert Ben Garant (2007)
- Misure straordinarie (Extraordinary Measures), regia di Tom Vaughan (2010)
- Contagion, regia di Steven Soderbergh (2011)
- LOL - Pazza del mio migliore amico (LOL), regia di Lisa Azuelos (2012)
- Django Unchained, regia di Quentin Tarantino (2012)
- Runner, Runner (Runner Runner), regia di Brad Furman (2013)
- Wish I Was Here, regia di Zach Braff (2014)
- La preda perfetta - A Walk Among the Tombstones (A Walk Among the Tombstones), regia di Scott Frank (2014)
- Freeheld - Amore, giustizia, uguaglianza (Freeheld), regia di Peter Sollett (2015)
- Il sapore del successo (Burnt), regia di John Wells (2015)
- The Hateful Eight, regia di Quentin Tarantino (2015)
- Get a Job, regia di Dylan Kidd (2016)

### Televisione
- The Pentagon Wars - film TV (1998)
- Celebrity - film TV (2000)
- Kate Brasher - serie TV (2001)
- UC: Undercover - serie TV (2001-2002)
- The American Embassy - serie TV (2002)
- The Funkhousers - film TV (2002)
- Other People's Business - film TV (2003)
- Karen Sisco - serie TV (2003)
- Reno 911! - serie TV (2004-2020)
- Into the Badlands - serie TV (2015-2019)
- Skylanders Academy - serie TV (2016-2018)
- Sweet/Vicious - serie TV (2016)
- Mrs. America - miniserie TV (2020)